# Псевдоскорпіони
Псевдоскорпіони (Pseudoscorpiones) — ряд павукоподібних, розміром зазвичай не більше 2—3 міліметрів, рідко до 7 мм. Широко поширені в природі, але малопомітні, через невеликі розміри і прихований спосіб життя.
Свою назву ряд отримав завдяки тому, що педипальпи псевдоскорпіонів, як і в скорпіонів, закінчуються хапальними клішнями.
Псевдоскорпіони, як правило, корисні для людини, оскільки вони полюють на личинок молі, личинок шкіроїдів, сіноїдів, мурах, кліщів і плодових мушок.

## Загальна характеристика
Псевдоскорпіони — невеликі павукоподібні з плоским, грушоподібним тілом і клішнями, ззовні нагадують скорпіонів. Довжина тіла зазвичай коливається в межах від 2 до 8 мм. Найбільший з відомих видів Garypus Titanius завдовжки до 12 мм.
Черевце складається з дванадцяти сегментів, кожен з яких захищений пластиною з хітину. Черевце коротке і заокруглене в кінці, але не продовжується хвостом і жалом, як у справжніх скорпіонів. Колір тіла може бути від жовтувато-коричневого до темно-коричневого, парні кігті на ногах часто контрастного кольору. Псевдоскорпіони можуть мати два, чотири ока або не мати їх зовсім.

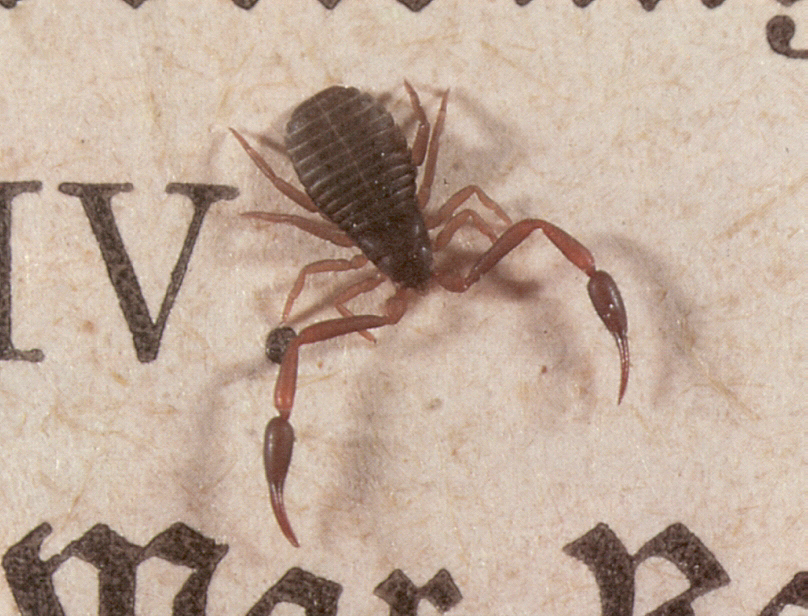
(Chelifer cancroides) на сторінці книги

Псевдоскорпіони мають вісім ніг, які складаються з 5-7 сегментів; кількість сегментів залежить від виду. Також вони мають дві дуже довгі педипальпи з клішнями, які дуже нагадують клішні скорпіона.
Педипальпи зазвичай складаються з нерухомої «руки» і окремого рухомого «пальця». Отруйні залози, як правило, розташовані в рухомому пальці; отрута використовується для знерухомлення жертви псевдоскорпіона. Під час травлення псевдоскорпіони заливають шлунковий сік середньої концентрації всередину жертви, а потім ковтають перетравлені залишки.
Прядильні залози псевдоскорпіонів розташовані в їхніх щелепах, за допомогою шовку вони роблять собі кокони у формі диску, для того, щоб спарюватися, линяти чи перечекати холодну погоду. Псевдоскорпіони не мають легеневого дихання, як у павукоподібних, вони дихають, як і комахи, за допомогою системи трахей, що відкриваються на поверхню тіла невеличкими отворами — дихальцями.

## Поведінка
Деякі види виконують складний шлюбний танець, в якому самець тягне самицю над сперматофором, що був попередньо розміщений під поверхнею. В інших видів, самець заштовхує сперму в геніталії самки, використовуючи для цього передні ноги. Самиця переносить запліднені яйця в сумці для виношування, яка прикріплена в неї до черевця, молодь певний час після вилуплення їздить в самиці на спині. По досягненню дорослого віку псевдоскорпіони живуть 2-3 роки. Вони активні в теплі пори року, зимують в шовкових коконах. Маленькі види живуть в смітті та гумусі, деякі види живуть на деревах, інші харчуються паразитами, утворюючи симбіотичні або коменсалістичні відносини з іншими організмами, наприклад з жуками, яких позбавляють від паразитів, що живуть під їхніми твердими крилами.

## Поширення
У світі існує більше ніж 3,300 видів псевдоскорпіонів, що належать до 430 родів. Вони розповсюджені в усьому світі, навіть в холодних регіонах чи високо в горах, від Канади до Австралії, однак найчисельніші й різноманітніші популяції зустрічають в субтропіках: там псевдоскорпіони поширені навіть на острівних територіях, наприклад на Канарських островах було знайдено 25 ендемічних видів. Псевдоскорпіонів знаходять під корою дерев, в купах листя і хвої, в ґрунті, під камінням, в печерах, на береговій зоні, в породах, що мають тріщинки.

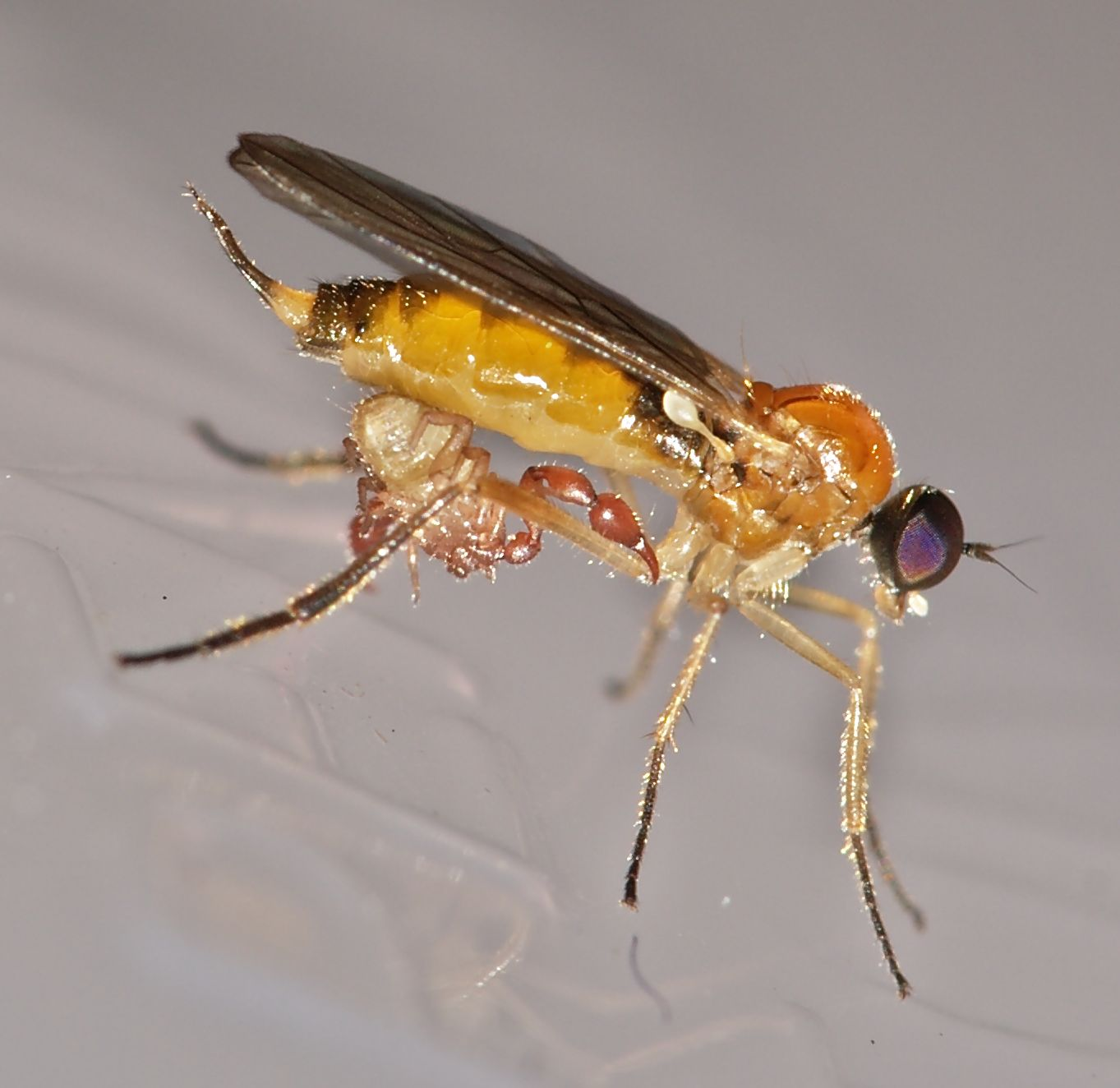
Псевдоскорпіон на мусі

Chelifer cancroides — вид, що найчастіше зустрічається в помешканнях, переважно в кімнатах з запиленими книгами. Ці крихітні істоти (2,5-4,5 мм) полюють на сіноїдів та пилових кліщів. До будинку потрапляють, зазвичай, «верхи» на більших за них комахах.
Декілька видів псевдоскорпіонів мешкають попід надкрилами жуків-арлекінів і комахи під час перельотів розселюють їх.

## Еволюція
Найстаріші з відомих викопних псевдоскорпіонів датуються Девонським періодом, 380 мільйонів років тому. Викопний псевдоскорпіон має всі риси сучасного, що вказує на те, що він еволюціонував дуже рано в історії наземних тварин.

## Згадки в історії
Псевдоскорпіони вперше були описані Аристотелем, який, ймовірно, знайшов їх серед сувоїв в бібліотеці, де вони могли б харчуватися сіноїдами. Роберт Гук згадує «Земляного краба» у своїй роботі 1665 року «Micrographia» («Мікрографія»).

## Класифікація
Систематику наведено згідно з Біологічним каталогом Джоана Галанса (Joel Hallan's). В дужках показано кількість родів і видів.
Підряд Epiocheirata
- Chthonioidea

- Chthoniidae (31, 605)
- †Dracochelidae — один викопний вид (Девонський період)
- Lechytiidae (1, 22)
- Tridenchthoniidae (17, 68)

- Feaelloidea

- Feaellidae (1, 12)
- Pseudogarypidae (2, 7)

Підряд Iocheirata
- инфраотряд Hemictenata

- Neobisioidea

- Bochicidae (10, 38)
- Gymnobisiidae (4, 11)
- Hyidae (3, 9)
- Ideoroncidae (9, 53)
- Neobisiidae (34,498)
- Parahyidae (1, 1)
- Syarinidae (16, 93)

- інфраряд Panctenata

- група Elassommatina

- Cheliferoidea (224,1261)

- Atemnidae (19, 172)
- Cheliferidae (59, 292)

- Chelifer cancroides

- Chernetidae (112, 643)
- Withiidae (34, 154)

- Sternophoroidea

- Sternophoridae (3, 20)

- група Mestommatina

- Garypoidea

- Cheiridiidae (6, 69)
- Garypidae (10, 74)
- Geogarypidae (3, 61)
- Larcidae (2, 13)
- Pseudochiridiidae (2, 12)

- Olpioidea

- Menthidae (4, 8)
- Olpiidae (53, 329)

incertae sedis
- Megathis Stecker, 1875 (nomen dubium, 2 види)